# Dioscorea caucasica
Dioscorea caucasica là một loài thực vật có hoa trong họ Dioscoreaceae. Loài này được Lipsky mô tả khoa học đầu tiên năm 1893.